# Nationale Politieke Index
De Nationale Politieke Index is een Nederlands platform dat inzicht biedt in het functioneren van Tweede Kamerleden. Het doel van de Nationale Politieke Index is om transparantie te verschaffen over hoe Kamerleden hun drie belangrijkste grondwettelijke taken uitvoeren: wetgeving, controle van de regering, en vertegenwoordiging van het volk. Dit gebeurt aan de hand van een set van 27 objectieve indicatoren, gebaseerd op openbare gegevens die door de griffie van de Tweede Kamer worden bijgehouden.
De index is bedacht door Ton F. van Dijk en Frank van Kooten, die hem ten minste jaarlijks actualiseren. Er is geen relatie met de Politieke Integriteitsindex die sinds 2013 jaarlijks verschijnt met het aantal integriteitsaffaires per politieke partij.

## Methode
De Nationale Politieke Index weegt activiteiten, zoals het indienen van wetsvoorstellen, amendementen, moties, en Kamervragen, evenals deelname aan debatten, commissies, en andere parlementaire werkzaamheden. Het systeem kent punten toe aan elk van deze activiteiten, waarbij zwaardere taken (zoals het indienen van een wetsvoorstel) meer punten opleveren dan bijvoorbeeld het stellen van Kamervragen.

## Overzicht
| Jaar | Positie 1             | Positie 2             | Positie 3       |
| ---- | --------------------- | --------------------- | --------------- |
| 2022 | Caroline van der Plas | Pieter Grinwis        | Lisa Westerveld |
| 2023 | Pieter Grinwis        | Caroline van der Plas | Pieter Omtzigt  |
| 2024 | Pieter Grinwis        | André Flach           | Silvio Erkens   |

## Omstreden
De Nationale Politieke Index is niet onomstreden geweest qua positieve invloed op de kwaliteit van de democratie. NRC publiceerde in 2023 een opinie-artikel of de kwaliteit van democratie verbeterd wordt door een betere meting van de effectiviteit van Tweede Kamerleden. De bedenkers reageerden hierop met een nuancering dat het enkel een ordening aanbrengt in de Haagse werkelijkheid.
De methodiek is inmiddels minder omstreden blijkens het mede ter discussie stellen van PVV-Kamerlid Vincent van den Born met 0 punten na 9 maanden door Thomas van Groningen in het programma Café Kockelmann op 6 september 2024.